# Bennie Seltzer
Bennie Seltzer (ur. 20 stycznia 1971 w Birmingham) – amerykański koszykarz, występujący na rozgrywającego, po zakończeniu kariery zawodniczej – trener koszykarski.

## Osiągnięcia
NCAA
- Zaliczony do[1]:
  - I składu:
    - Pac-10 (1993)
    - pierwszoroczniaków Pac-10 (1990)

  - Pac-12 Hall of Honor (2015)[2]

Drużynowe
- Mistrz Polski (1996)

Indywidualne
- Uczestnik:
  - Meczu Gwiazd PLK (1996)[3]
  - konkursu rzutów za 3 punkty PLK (1996)[4]

Trenerskie
Asystent
- Uczestnik rozgrywek NCAA[1]:
  - Final Four (2002)
  - Elite Eight (2003)
  - Sweet 16 (1999, 2002, 2003, 2012)
- Mistrz:
  - turnieju konferencji Big 12 (2001, 2002, 2003)
  - sezonu zasadniczego konferencji Big 12 (2005)